# Cakemuir Castle
Cakemuir Castle ist ein Wohnturm ca. 6,5 km südöstlich von Pathhead in den Lammermuir Hills in der schottischen Council Area Midlothian. Der Name ist möglicherweise mit der Schutzfunktion und Gastfreundlichkeit gegenüber Pilgern auf ihrem Weg zur Melrose Abbey verbunden. Die Burg ist heute in privater Hand und Historic Scotland hat sie als historisches Bauwerk der Kategorie B gelistet.

## Beschreibung
Cakemuir Castle wurde Mitte des 16. Jahrhunderts an Stelle einer früheren Burg namens Black Castle errichtet. Die Burg hatte einen rechteckigen Grundriss und ist vier Stockwerke hoch. Darüber befindet sich ein Dachgeschoss mit Brüstungsumgang. Die Brüstung hat zwei Rücksprünge für Wachen. Eine Reihe von Schießscharten im 4. Stockwerk sind die einzigen Verteidigungseinrichtungen der Burg.
Der hervorspringende Wendeltreppenturm ist rund und hat eine Wachkammer mit quadratischem Grundriss aufgebaut. Dieses Detail findet man auch bei Tolquhon Castle und Crossraguel Abbey; es könnte Sympathie für die Protestanten symbolisieren. Im 18. Jahrhundert ließ die Familie Wauchope den Wohnturm nach Südwesten erweitern und Ende des 19. Jahrhunderts wurde er in ein Haus im Scottish Baronial Style umgebaut. 1926 wurde Cakemuir Castle von Robert Rowand Anderson von Paul & Partners erneut modernisiert und um 1952 von Neil & Hurd restauriert. Ein Pavillon mit Kielbogendach wurde kürzlich zur Aufnahme eines Speisezimmers und von Vorräumen hinzugefügt.
Die holzvertäfelte Halle namens Queens Mary’s Room erinnert an Maria Stuart, die, verkleidet als Page, sich in Cakemuir Castle mit James Hepburn, 4. Earl of Bothwell, traf, nachdem sie im Juni 1567 von Borthwick Castle geflohen war. Von Cakemuir Castle reiste sie nach Dunbar.
Das Schild mit dem Wappen der Wauchopes am östlichen Giebel war einst über dem ursprünglichen Eingang angebracht. Adam Wauchope, 5. Sohn von Gilbert Wauchope aus Niddrie Marischal House ließ Cakemuir Castle um 1564 erbauen. Er war Rechtsanwalt und verteidigte den Earl of Bothwell gegen die Anklage, Lord Darnley ermordet zu haben. Die Burg gehörte den Wauchopes bis 1794; dann starb der damalige Besitzer.
1926 wurde die Burg unter der Leitung des Architekten Arthur Forman Balfour Paul modernisiert.
Heute gehört das Anwesen der Familie Douglas-Miller. Die Burg hat einen 0,8 Hektar großen, eingefriedeten Garten mit einer Buchshecke, Rhododendren und Obstbäumen. Die Gärten sind gelegentlich als Teil des Scotland Garden Scheme öffentlich zugänglich.